# Centroclisis rufescens
Centroclisis rufescens is een insect uit de familie van de mierenleeuwen (Myrmeleontidae), die tot de orde netvleugeligen (Neuroptera) behoort. 
Centroclisis rufescens is voor het eerst wetenschappelijk beschreven door Gerstäcker in 1885.